# Derrick Henry Lehmer

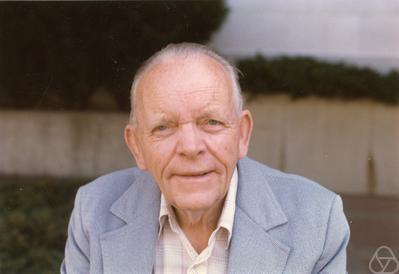
Derrick Lehmer (1984)

Derrick Henry Lehmer (* 23. Februar 1905 in Berkeley (Kalifornien); † 22. Mai 1991 ebenda) war ein US-amerikanischer Mathematiker, spezialisiert auf Zahlentheorie.

## Leben
Lehmer wurde schon als Kind in sein späteres Arbeitsgebiet hineingezogen, da sein Vater Derrick Norman Lehmer (1867–1938) mit Hilfe mechanischer Rechengeräte Primzahltafeln und Faktor-Tabellen erstellte. Er studierte zunächst Physik an der University of California, Berkeley, wo sein Vater Professor für Mathematik war. Als Student arbeitete er an einer Realisierung von Faktorisierungs-Algorithmen für seinen Vater mit Lochkarten-Rechnern, wobei er von seiner späteren Frau Emma Markovna Trotskaya, die ebenfalls in Berkeley studierte, unterstützt wurde. 1927 machte er seinen B.A. in Physik und begann an einer Promotion beim führenden amerikanischen Zahlentheoretiker Leonard Eugene Dickson in Chicago zu arbeiten. Da er mit diesem nicht zurechtkam, wechselte er zu Jacob David Tamarkin an die Brown University in Rhode Island, wo er 1930 promovierte.
Danach ging er mit einem staatlichen Stipendium versehen 1930/31 ans California Institute of Technology und danach für ein Jahr an die Stanford University sowie an das Institute for Advanced Study in Princeton (New Jersey), bevor er eine Dozentur an der Lehigh University erhalten konnte. Bis auf einen Besuch in England 1938/39 bei Godfrey Harold Hardy, John Edensor Littlewood, Harold Davenport, Kurt Mahler, Louis Mordell und Paul Erdős blieben er und seine Frau bis 1940 in Lehigh, bevor er einen Posten an seiner Heimatuniversität Berkeley erhalten konnte. In den Kriegsjahren arbeiteten er und seine Frau als Operatoren für den ENIAC auf dem Aberdeen-Testgelände der US-Armee: tagsüber an ballistischen Rechnungen, nachts war Zeit für die Zahlentheorie. Als er 1950 in Berkeley einen von Joseph McCarthy forcierten Loyalitäts-Eid verweigerte, verlor er kurzzeitig seinen Posten, was er mit Arbeiten für das National Bureau of Standards überbrückte. Nach seiner Wiedereinstellung erhielt er Anerkennung und Ehrungen, etwa als Vizepräsident der American Mathematical Society und als Governor at Large der Association for Computing Machinery 1953–1954.
Bei der Gründung der Zeitschrift "Mathematical Tables and other Aids to Computation" (MTAC, heute "Mathematics of Computation") im Januar 1943 durch Raymond Clare Archibald gehörte er dem Beirat an und wurde bereits 1944 zweiter Herausgeber. Nachdem Archibald Ende 1949 in den Ruhestand gegangen war, leitete Lehmer von 1950 bis 1954 als First Chairman das Editorial Committee der Zeitschrift.
Von 1954 bis 1957 leitete er das Mathematics Department der University of California in Berkeley. 1958 war er Invited Speaker auf dem Internationalen Mathematikerkongress in Edinburgh (Discrete variable methods in numerical analysis). Im Jahr 1972 ging er in den Ruhestand. Er erhielt 1980 die Ehrendoktorwürde von der Brown University.

Lehmer wurde am 50. Todestag von Carl Friedrich Gauß geboren. Das veranlasste Daniel Shanks 1989 zu einer scherzhaften Bemerkung, die sich auf seine gemeinsame Arbeit mit Lehmer an einem von Gauß angeregten Problem bezog.
Die Lehmers hatten eine Tochter (Laura Lehmer Gould, * 1932) und einen Sohn (Donald, * 1934).

## Werk
Lehmer war ein Pionier in der Anwendung von Computern oder allgemein numerischer Verfahren in der Zahlentheorie. Er fand eine verbesserte Version des von Édouard Lucas stammenden Lucas-Tests und weitere Verfahren zum Nachweis der Primalität natürlicher Zahlen. Der Lucas-Lehmer-Test für Mersenne-Primzahlen ist nach Lucas und ihm benannt. Er war auch einer der ersten, die die Riemannhypothese elektronisch überprüften. Dabei entdeckte er unerwartet eng benachbarte Nullstellen der riemannschen Zetafunktion, die heute Lehmer-Paare genannt werden.
Ferner konstruierte Lehmer in der Nachfolge seines Vaters verschiedene Geräte für das Siebverfahren zum Berechnen einer Lösung von zahlentheoretischen Kongruenzen, in erster Linie für Primfaktorzerlegungen – 1926 mit Fahrradketten, 1932 mit optischen Zahnrädern (ausgestellt auf der Weltausstellung 1933/34 in Chicago), 1936 mit 16-mm-Filmstreifen, 1966 Delay Line Sieve ("Dick Lehmers Sieve") DLS-127, 1969 DLS-157, 1975 Shift Register Sieve SRS-181, und programmierte das Siebverfahren auf den Computern SWAC, IBM 7094 und ILLIAC IV.
Er entwickelte bereits im Jahr 1938 eine wesentlich beschleunigte Variante des euklidischen Algorithmus für sehr große natürliche Zahlen. Im Jahr 1959 verbesserte er die Formel des Astronomen Ernst Meissel für die Anzahl der Primzahlen {\displaystyle \pi (x)} bis zu einer gegebenen Grenze {\displaystyle x} und konnte mit seiner Methode {\displaystyle \pi (10^{10})} berechnen. Kurz darauf erwies sich jedoch sein Wert als um 1 zu groß.
Die Lehmersche Konstante {\displaystyle 0{,}5926327182...} ist diejenige reelle Zahl, deren (erstmals von Lehmer eingeführte) Kotangensentwicklung am langsamsten konvergiert.
Lehmer befasste sich mit der ursprünglich von S. Ramanujan untersuchten {\displaystyle \tau }-Funktion, definiert durch
{\displaystyle \sum _{n=1}^{\infty }\tau (n)x^{n}=x((1-x)(1-x^{2})(1-x^{3})...)^{24}}
und stellte 1947 die Lehmersche Vermutung auf, dass {\displaystyle \tau (n)} für kein natürliches {\displaystyle n} den Wert Null annimmt (vgl. Ramanujansche tau-Funktion).
Der Lehmer-Schur-Algorithmus ist ein Verfahren zur Isolierung der Nullstellen eines Polynoms in der komplexen Ebene. Es beruht auf einem Kriterium zur Bestimmung der Nullstellenanzahl des Polynoms in einem Kreis mit gegebenem Mittelpunkt und Radius und auf systematischer Verallgemeinerung der eindimensionalen Intervallschachtelung.
Ein parametrisches Verfahren zur Mittelwertbildung nichtnegativer Zahlen, das einige der gebräuchlichsten Mittelwerte als Spezialfälle liefert, wird als Lehmer-Mittel bezeichnet.
Das (ungelöste) Lehmersche Problem fragt danach, ob ein von Lehmer entdecktes ganzzahliges Polynom 10. Grades mit seinen außerhalb des komplexen Einheitskreises liegenden Nullstellen bezüglich ihrer Nähe zu diesem Einheitskreis übertroffen werden kann (genauer wird nach der Existenz einer unteren Schranke {\displaystyle C>1} für das sogenannte Mahler-Maß eines Polynoms gefragt, dessen Koeffizienten ganze Zahlen sind). Die größte reelle Nullstelle dieses Polynoms {\displaystyle 1{,}17628} wird als Lehmers Zahl bezeichnet.
Auch das sogenannte Totient-Problem von Lehmer gehört zu den einfach zu stellenden, aber bisher völlig ungelösten Fragen: Gibt es eine zusammengesetzte natürliche Zahl {\displaystyle n}, so dass mit der eulerschen φ-Funktion {\displaystyle \varphi (n)|(n-1)} gilt? Ein solches {\displaystyle n} wäre eine äußerst bemerkenswerte Fermatsche Pseudoprimzahl, andererseits hätte die Nichtexistenz einer solchen Zahl das (noch fragliche) Primzahlkriterium {\displaystyle \,n\equiv 1\mod \varphi (n)\,} zur Folge.
Als Lehmer-Matrizen wird eine von Lehmer angegebene Familie symmetrischer Matrizen mit rationalen Elementen bezeichnet. Deren Inverse sind tridiagonale Matrizen mit strikt negativen Elementen auf beiden Nebendiagonalen. Da sie sich analytisch angeben lassen, können sie zum Test von numerischen Invertierungsprogrammen verwendet werden.
Als Lehmer-Code wird eine eineindeutige Zuordnung zwischen einer Permutation und einer positiven ganzen Zahl in fakultätsbasierter Zahlendarstellung (engl. factorial number system) bezeichnet.
Die Lehmer Five sind diejenigen fünf natürlichen Zahlen (276, 552, 564, 660, 966) unterhalb 1000, für die das asymptotische Verhalten ihrer „aliquoten Folge“, der Folge der iterierten Summe aller echten Teiler, noch nicht geklärt werden konnte.
Die Suche nach Cunningham-Ketten geht ebenfalls auf Lehmer zurück. Das sind Ketten von Primzahlen, in denen benachbarte Glieder {\displaystyle p_{i}=2\cdot p_{i-1}+1} erfüllen (die Motivation stammt von Primzahltests vom Lucas-Typ, bei denen für den Test, ob {\displaystyle p} prim ist, {\displaystyle (p-1)} faktorisiert werden muss). Lehmer fand drei solche Ketten aus sieben Primzahlen, bei denen die kleinste Primzahl kleiner als {\displaystyle 10^{7}} ist.
Die enge Zusammenarbeit von Emma und Derrick Lehmer in der Zahlentheorie findet eigentlich nur ein Pendant bei den Ehepaaren Pierre und Marie Curie sowie deren Tochter Irène mit ihrem Ehemann Frédéric Joliot-Curie in der Physik und Chemie.
Er war unter anderem Doktorvater von Tom Apostol, John Brillhart, Ronald Graham, David Singmaster, Harold Stark und Peter Weinberger.

## Schriften
- Guide to Tables in the Theory of Numbers Washington, D.C. 1941, Nachdruck 1961
- Selected papers 1981.[21]
- mit John Brillhart, John L. Selfridge, Bryant Tuckerman, S. S. Wagstaff Jr.: Factorizations of {\displaystyle b^{n}} ± 1, b = 2, 3, 5, 6, 7, 10, 11, 12 up to high powers, American Mathematical Society 1983, 3. Auflage, 2002[22]
- An extended theory of Lucas’ functions. Annals of Mathematics, Band 31 (1930), S. 419–448.
- A machine for combining sets of linear congruences. Mathematische Annalen, Band 109 (1934), S. 661–667.[23]
- The Vanishing of Ramanujan’s Function tau(n). Duke Math. J., Band 14 (1947), S. 429–433.
- Mechanized mathematics. Bulletin of the American Mathematical Society, 1966.[24]